# Bobby Farrell
Roberto Alfonso Farrell, ismertebb nevén Bobby Farrell (San Nicolaas, 1949. október 6. – Szentpétervár, 2010. december 30.) arubai származású táncos és énekes, a Boney M. együttes frontembere.

## Élete
Pályafutását DJ-ként kezdte, majd Frank Farian leszerződtette őt a Boney M. együttesbe. Habár Farrell volt a zenekar egyik arca, a dalokban valójában nem ő énekelt, hanem maga Farian énekelte fel Farrell szövegét (lásd még: Milli Vanilli), amiből botrány kerekedett, miután kiderült.
Farrell 1981-ben elhagyta az együttest, de 1984-ben visszatért, és az 1986-os feloszlásig tag maradt. Ezt követően saját zenészekkel turnézott, valamint táncosként közreműködött Roger Sanchez "Turn on the Music" dalának videóklipjében.
Sokáig Amszterdamban élt, két gyereke született. 
2010 decemberének végén egy szentpétervári hotelszobában hunyt el szívinfarktusban. Érdekesség, hogy halálának napja és helyszíne ugyanaz volt, mint Raszputyiné, akiről a Boney M. egyik legismertebb dala szól.

## Diszkográfia

### Kislemezek
- 1982: "Polizei" / "A Fool in Love"
- 1985: "King of Dancing" / "I See You"
- 1987: "Hoppa Hoppa" / "Hoppa Hoppa" (instrumentális)
- 1991: "Tribute to Josephine Baker"
- 2004: "Aruban Style" (Mixes) S-Cream featuring Bobby Farrell
- 2006: The Bump EP
- 2010: "Bamboo Song" (Roundhouse Records)
- 2019: "Bamboo Song" (Roundhouse Records)